# Smolniki-Nadleśnictwo
Smolniki-Nadleśnictwo – osada leśna w Polsce położona w województwie warmińsko-mazurskim, w powiecie iławskim, w gminie Iława.
W latach 1975–1998 miejscowość należała administracyjnie do województwa olsztyńskiego.
Zobacz też: Smolniki